# Parco statale del deserto di Anza-Borrego
Il parco statale del deserto di Anza-Borrego è un'area desertica protetta della California meridionale, localizzata principalmente nella parte orientale della contea di San Diego, parzialmente nelle contee di Imperial e Riverside.

## Storia del parco

Mappa delle nazioni originarie Cahuilla e Kumeyaay

Prende nome dall'esploratore spagnolo Juan Bautista de Anza e dalla parola spagnola borrego, agnello di età compresa tra uno e due anni. Alcune fonti ritengono che il termine si riferisca alla pecora selvatica, in inglese bighorn, mentre secondo altre indicava le pecore domestiche che si abbeveravano alle sorgenti della zona. La parola borrego (nella forma di borego) appare su una carta della contea per la prima volta nel 1883.

### Cronologia
- 1682 - marinai spagnoli naufragati sulla costa scavano una miniera d'oro vicino ai monti della Superstizione a sud del deserto di Anza-Borrego[4]
- 1775 - l'esploratore Juan Bautista de Anza stabilisce il suo campo nei pressi di Borrego Springs[5]
- 1927 - creazione della California State Park Commission
- 1928 - primi progetti per il parco
- 1933 - tutti i terreni di proprietà del governo federale a nord della Highway 78 sono acquisiti dallo Stato della California come area a parco
- 1933 - al deserto Anza-Borrego viene assegnato il primo custode del parco
- 1941 - si completa l'acquisizione delle aree a sud della Highway 78
- 1949 - si termina la costruzione del campo di Palm Canyon
- 1957 - il Borrego State Park e l'Anza Desert State Park vengono fusi per formare l'Anza-Borrego Desert State Park
- 1979 - inaugurazione del centro visitatori[6]

### Popolazioni native
Ricerche archeologiche hanno rilevato tracce di attività umana risalenti a 300.000 anni fa. Sono stati inoltre ritrovati petroglifi molto più recenti, intorno al 1500. In passato la zona era divisa tra le tribù Cahuilla a nord e Kumeyaay a sud che attualmente vivono in piccole riserve sparse nei dintorni del parco.

### Controversie
La destinazione del deserto di Anza-Borrego ad area protetta inizialmente è stata oggetto di numerose controversie, principalmente per il timore che compromettesse lo sviluppo agricolo della zona.

## Geografia

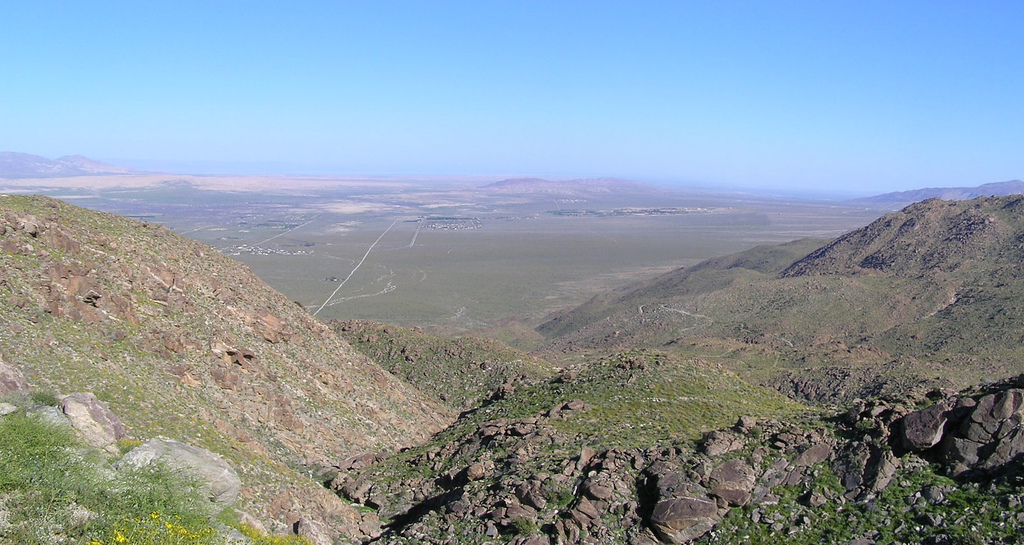
Vista del deserto di Anza-Borrego; al centro l'insediamento di Borrego Springs.

Con una superficie di 2.420 km² (un quinto della contea di San Diego) l'Anza-Borrego Desert State Park è il più grande parco statale in California ed il secondo negli Stati Uniti continentali dopo l'Adirondack Park nello Stato di New York. Ha oltre 800 km di strade sterrate, 12 oasi di protezione naturalistica e 180 km di sentieri escursionistici.
Il deserto di Anza-Borrego è una propaggine del complesso formato dai deserti Mojave e Sonora. È delimitato a est dal lago Salton e sui rimanenti tre lati dai Monti Santa Rosa. La parte occidentale del parco è costituita da un grande bacino pianeggiante, chiamato Borrego Sink, ad una quota di circa 180 m, nel quale confluiscono le scarse precipitazioni, per poi defluire verso il lago Salton. Il Borrego Sink è separato dalla valle del lago Salton dalle Borrego Badlands.

### Centri abitati
Nel Borrego Sink si è sviluppata la comunità di Borrego Springs, 3 429 abitanti (al 2010), che formalmente non fa parte del parco e ospita il centro visitatori.

### Vie di accesso
Il parco si trova a 250 km da Los Angeles, 140 km da San Diego e 136 km da Palm Springs. È raggiungibile da est con le higway 522, 52 o 78. Da San Diego il percorso si snoda lungo le highway 79 e 78, attraversando i Monti Santa Rosa e il Cuyamaca Rancho State Park. All'interno del parco si trova l'aeroporto di Borrego Valley (IATA: BXS).

## Flora

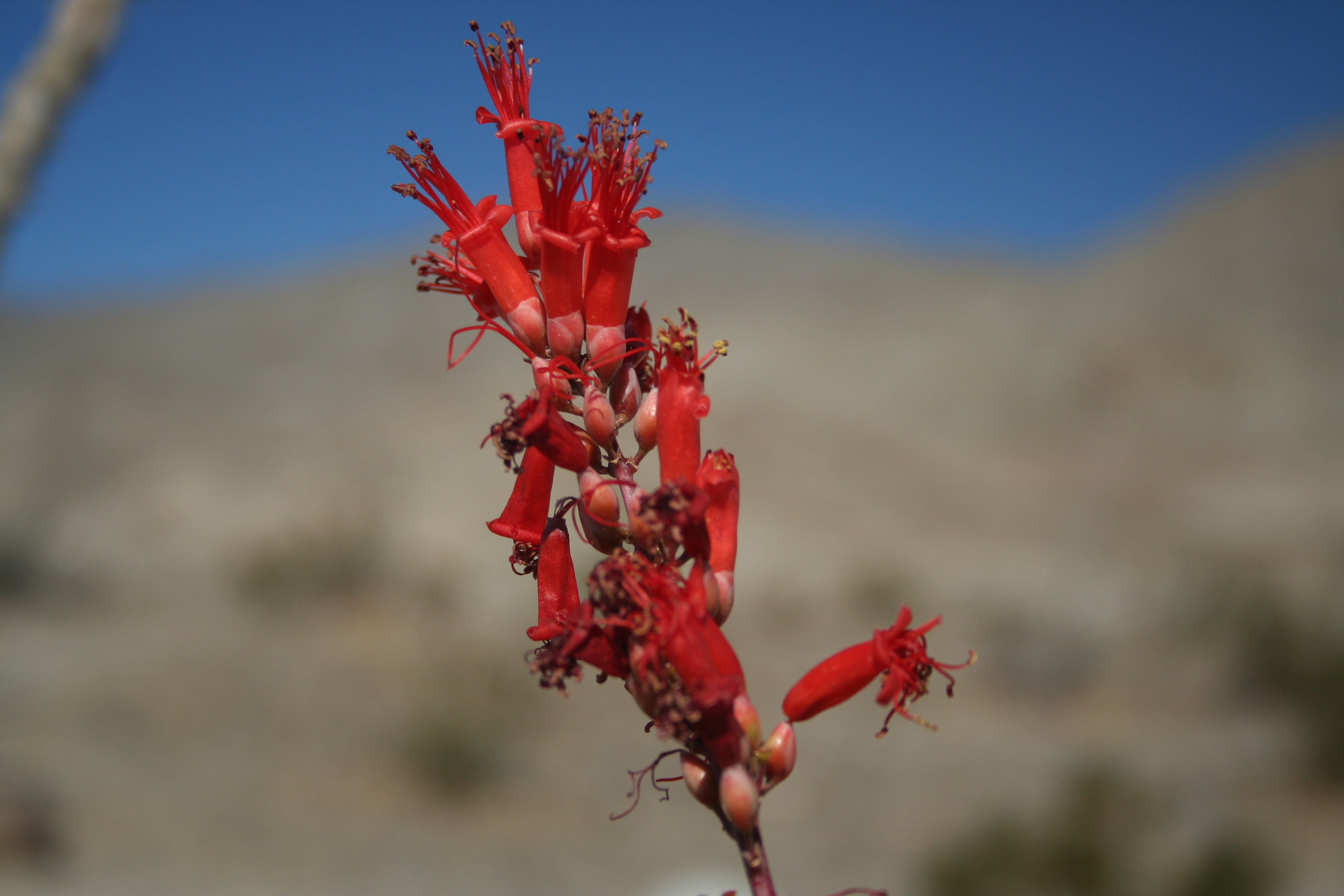
Un fiore di ocotillo (Fouquieria splendens)

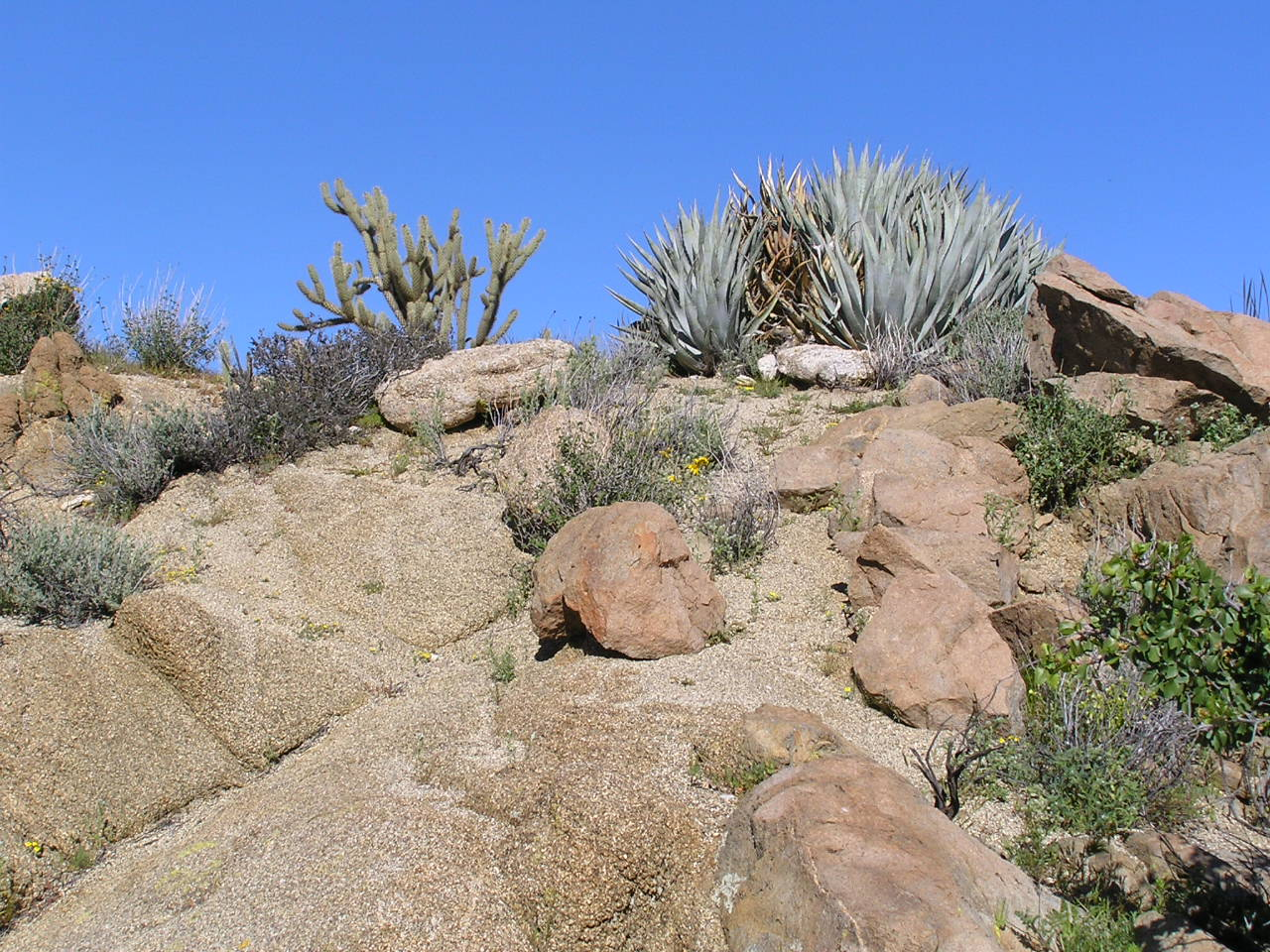
Vegetazione del deserto di Anza-Borrego

Al termine delle stagioni piovose il deserto presenta un'abbondante fioritura di numerose varietà di erbe selvatiche, di breve durata, che richiama appassionati naturalisti da tutti gli Stati Uniti, a tal punto che l'Anza Borrego Foundation & Institute ha creato un'apposita hot-line telefonica per avere informazioni sullo stato vegetazionale.
La vegetazione endemica di maggior risalto è composta da larrea, alberi degli elefanti (Bursera microphylla), ocotillo (Fouquieria splendens), palme californiane (Washingtonia filifera) raggruppate in piccole oasi e Cactaceae; tra queste ultime sono da segnalare:
- Opuntia ganderi
- Echinocereus spp.
- Ferocactus spp.
- Cylindropuntia bigelovii
- Opuntia basilaris

L'antropizzazione dell'area, specie nei dintorni di Borrego Springs, ha portato alla crescita di altre piante non appartenenti all'habitat desertico originario, mentre le piante native sono molto spesso oggetto di furto.

## Fauna

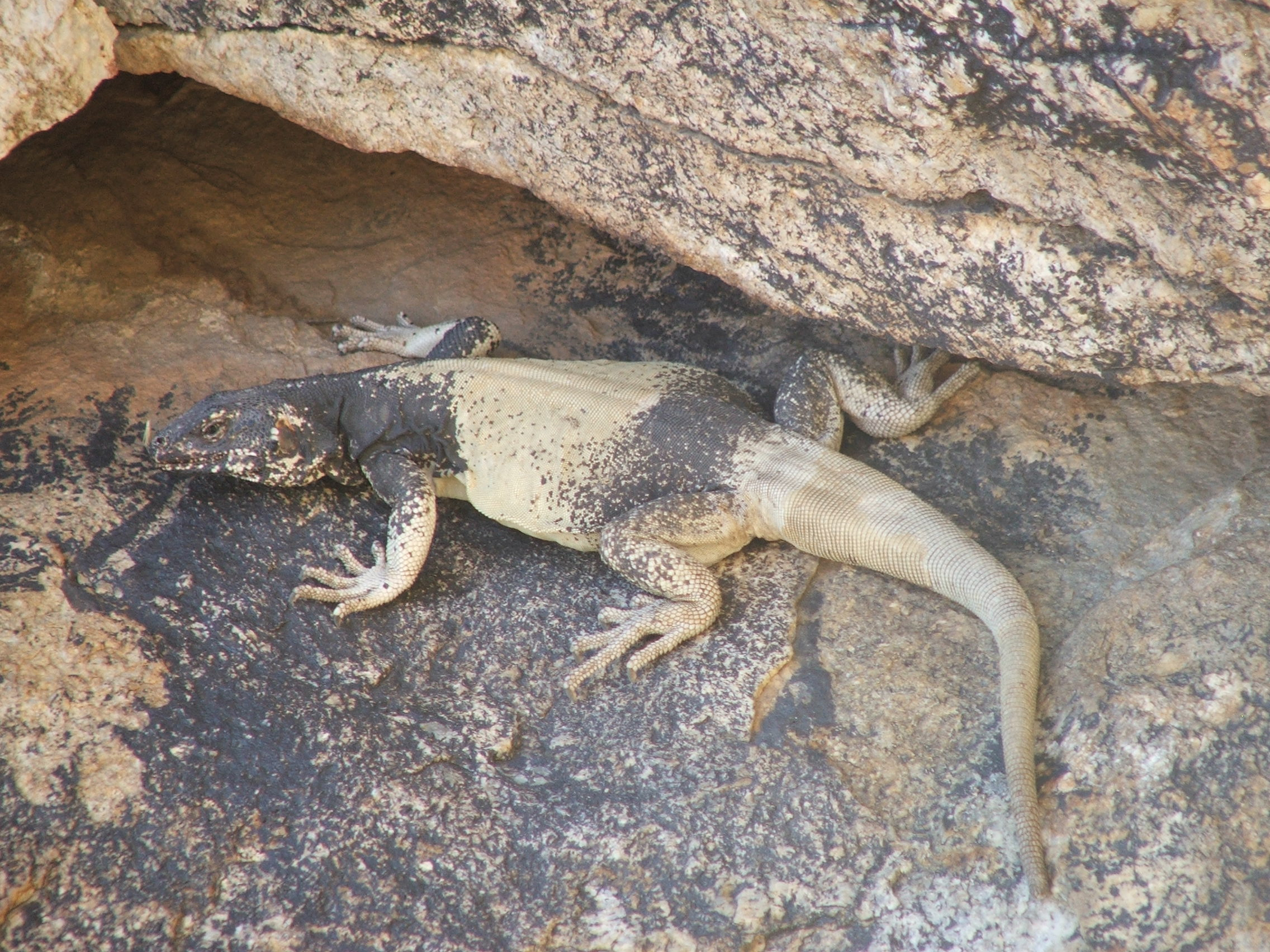
Una lucertola chuckwalla (Sauromalus ater)

Nel parco si possono incontrare numerose specie animali, tra cui:
- Geococcyx californianus, corridore della strada (roadrunner)
- Aquila chrysaetos, aquila dorata
- Vulpes macrotis, volpe pigmea americana
- Odocoileus hemionus, cervo mulo
- Dipsosaurus dorsalis, iguana del deserto
- Sauromalus ater ,lucertola chuckwalla
- Crotalus ruber, serpente a sonagli Red Diamond
- Ovis canadensis, bighorn
- Canis latrans, coyote
- Lepus californicus, lepre californiana

## Geologia

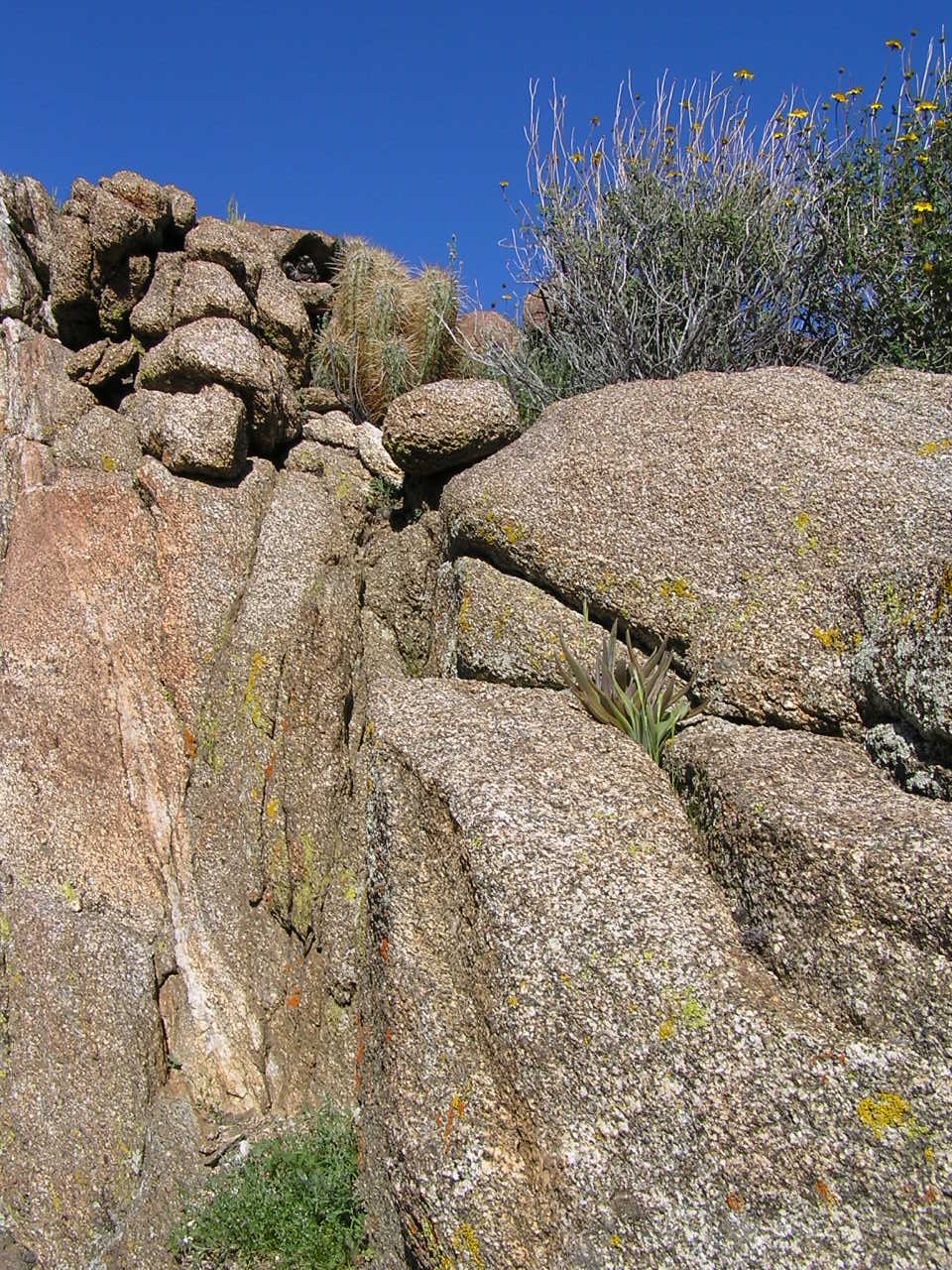
Formazioni rocciose del deserto di Anza-Borrego

Il deserto di Anza-Borrego si trova sul margine occidentale della depressione di Salton, limite settentrionale di una fossa tettonica attiva al confine tra le placche Pacifica e nordamericana. La depressione si estende verso nord dal mare di Cortez (golfo di California) al passo di San Gorgonio, tra i Monti San Bernardino e i Monti San Jacinto, e verso ovest dalla faglia di Sant'Andrea alla catena costiera (Peninsular Ranges). Altre faglie, tra le quali la faglia di San Jacinto e la faglia Elsinore, attraversano il territorio del parco.
La depressione Salton, profonda fino a 60 metri sotto il livello del mare, alla fine del Miocene (circa 6.000.000 di anni fa) era sommersa dal mare, e il golfo di California raggiungeva la città di Palm Springs. Queste acque tropicali erano molto ricche di fauna, come testimoniano i sedimenti. Con il passare del tempo l'accumulo dei detriti conseguenti alla formazione del Grand Canyon ha parzialmente colmato la depressione e il fiume Colorado ha formato un ampio delta, ostruendo lo sbocco al mare. Legni fossili trovati nelle sabbie del delta e depositi del piano costiero suggeriscono che la regione ricevesse tre volte più precipitazioni di oggi.
Il territorio di Anza-Borrego è quindi cambiato gradualmente da un ambiente prevalentemente marino a un sistema di habitat terrestri interconnessi. A nord del delta una serie di laghi e lagune è stata alimentata a intermittenza dal fiume Colorado per oltre 3 milioni di anni. Nello stesso tempo nella depressione si sono depositati i sedimenti erosi dalla catena costiera e dai Monti Santa Rosa; contengono una sequenza quasi ininterrotta di fossili terrestri, che termina solo mezzo milione di anni fa. Qui i depositi di antichi fiumi e torrenti hanno intrappolato i resti degli animali che abitavano una vasta savana circondata da boscaglie.

## Paleontologia
Negli ultimi 7 milioni di anni uno strato sedimentario di oltre 4.000 metri di spessore si è depositato sul margine occidentale della depressione Salton.
Questi sedimenti includono oltre 550 tipi di fossili di piante e animali, da pollini microscopici e spore di alghe a gusci di molluschi, ossa di balena e scheletri di mammut.
Combinati con una lunga e completa sequenza sedimentaria, questi fossili costituiscono un'importante risorsa paleontologica.
Nel lungo resoconto geologico del deserto di Anza-Borregoa ricadono sia il limite Pliocene-Pleistocene che quello Piacenziano-Irvingtoniano (medio Pleistocene). Cambiamenti ambientali associati a queste divisioni cronologiche si evincono molto più dai fossili di Anza-Borrego che da quelli di qualsiasi altro strato continentale nordamericano. Annunciano l'inizio dell'Era Glaciale, e gli strati contengono testimonianze fossili sull'origine e sullo sviluppo dei moderni paesaggi desertici del sudovest statunitense.
I primi fossili, conchiglie marine dal vecchio mare di Cortez e conchiglie d'acqua dolce dal preistorico lago Cahuilla, precursore del lago Salton, sono stati raccolti e descritti dal geologo William Blake nel 1853. Blake faceva parte della spedizione esplorativa richiesta dal presidente Franklin Pierce per trovare un tracciato adatto ad una ferrovia verso il Pacifico. Fu Blake a chiamare questa regione Deserto Colorado. Già alla fine del 1800 numerosi studi scientifici e pubblicazioni si concentrarono sugli organismi marini che avevano abitato l'antico mare di Cortez. Assemblaggi di fossili della classica Imperial Formation includono nanoplancton calcareo e dinoflagellati, foraminifere, coralli, policheti, bivalvi, gasteropodi, ricci di mare, rotule, granchi e gamberi.
I depositi contengono anche resti di vertebrati marini come Istiophoridae, Cheloniidae, Dugongidae, Odontoceti, e Pinnipedia, Odontaspis, Squalus. Di particolare interesse è una specie potenzialmente nuova di Valenictus, pinnipede affine al tricheco. Nella Imperial Formation sono rappresentati tutti gli ambienti marini. Al calare del livello del mare hanno prevalso condizioni da estuario e salmastre, caratterizzate da spessi depositi canalizzati di ostriche e pecten che oggi costituiscono la formazione sedimentaria chiamata Elephant Knees lungo il Fish Creek. Molti dei fossili marini sono strettamente imparentati con forme provenienti dal mar dei Caraibi. Documentano un'epoca anteriore alla formazione dell'istmo di Panama, quando la tiepida Corrente del Golfo dall'oceano Atlantico raggiungeva le acque del Pacifico.
3 milioni di anni fa l'unione tra America settentrionale e America meridionale portò al grande scambio americano, come evidenziano i fossili di Anza-Borrego. Animali come il bradipo gigante e gli istricomorfi comparvero in America settentrionale in questo periodo. I più vecchi fossili di vertebrati terrestri del Colorado Desert sono anteriori all'invasione dell'area da parte del mare di Cortez, avvenuta nel tardo Miocene. Includono gonfoteriidi, Rodentia, Felidae e piccoli Camelidae. I più abbondanti e significativi fossili di vertebrati sono stati trovati nei depositi alluvionali delle badlands. Questi insiemi di fossili formano una sequenza stratigrafica ininterrotta che abbraccia 3,5 milioni di anni, datata usando gli orizzonti di ceneri vulcaniche e metodi paleomagnetici.
Altre specie significative sono: Geochelone, testuggine gigante; Aiolornis incredibilis, il più grande uccello volante dell'emisfero settentrionale, con un'apertura alare di oltre 5 metri; Paramylodon, Megalonyx e Nothrotheriops, bradipi terricoli giganti, alcuni dei quali con piastre ossee all'interno della pelle; Pewelagus, coniglio nano; Borophagus, canide simile a una iena; Arctodus, orso gigante dalla faccia corta; Smilodon, tigre dai denti a sciabola; Miracinonyx, ghepardo nordamericano; Mammuthus imperator, il più grande mammut conosciuto; Tapirus, tapiri di genere estinto; Gigantocamelus, cammello gigante; Capromeryx, antilope nana.

## Archeologia
Nel parco si trovano centinaia di siti archeologici, nei quali sono stati rinvenuti numerosi reperti, sia preistorici che di epoche più recenti, in particolare attrezzi per la lavorazione di piante alimentari (macine e mortai), principalmente yucca e agave. A Borrego Springs si trova il Begole Archaeological Research Center, che ospita una vasta collezione di manufatti rinvenuti nel deserto di Anza-Borrego e nelle aree circostanti. Di un certo interesse sono i mortai ricavati direttamente nelle rocce affioranti dal terreno, di origine Cahuilla. I siti archeologici di Anza-Borrego sono stati utilizzati dall'Università della California, San Diego anche per testare nuovi metodi di ricerca archeologica digitale basata principalmente sul LIDAR.

## Monumenti
Oltre ai numerosi reperti di Anza e del Butterfield Stage, nel parco esiste un insolito monumento (SRL 750) in onore di Thomas L. "Peg Leg" Smith, che abbrebbe scoperto l'oro nelle vicinanze verso il 1850, ma la sua miniera "perduta" è stata cercata invano. La leggenda dice che chiunque aggiunga una pietra al monumento avrà fortuna, mentre la rimozione di una pietra avrà risultati opposti. Il monumento è a 7 miglia a nordest di Borrego Springs, andando via Palm Canyon Drive e Peg Leg Road. Il primo sabato di ogni mese di aprile a Borrego Springs si tiene una gara di "bugie" in onore della fama di Peg Leg Smith. 

## Cinema
Nel parco e nelle sue vicinanze sono state girate scene di questi film:
- 1928 - Beggars of life[34]
- 1942 - L'isola della gloria[34]
- 1943 - Sahara
- 1951 - Rommel, la volpe del deserto
- 1953 - The Desert Rats (film)[34]
- 1958 - I giovani leoni[34]
- 1971 - Andromeda[34]
- 1973 - Dying Room Only[34]
- 1977 - Black Dawn
- 1977 - Damnation Alley[34]
- 1988 - Never on tuesday[34]
- 1991 - Bugsy[34]
- 1995 - Beastmaster - L'occhio di Braxus[34]
- 1995 - Scorpion Spring[34]
- 1998 - From_the_Earth_to_the_Moon episodio 10[34]
- 1998 - Small time[34]
- 1999 - El lobo loco[34]
- 2001 - Frost: Portrait of a Vampire[34]
- 2002 - Il Re Scorpione[34]
- 2002 - The Trip[34]
- 2002 - X Files - finale della serie[34]
- 2005 - Serenity
- 2007 - Into the Wild

## Sunrise Powerlink
Il Sunrise Powerlink è un elettrodotto in progetto, della lunghezza di 240 km, che dovrebbe collegare l'area di San Diego con una centrale solare nella contea di Imperial. Il tracciato originario dell'elettrodotto, che avrebbe dovuto attraversare l'Anza-Borrego Desert Park, è stato in seguito spostato verso sud, lungo il confine con il Messico, dal Federal Bureau of Land Management, sia pur attraversando altre aree protette.